# Trasamondo
Trasamondo (450 circa – 6 maggio 523) è stato re dei Vandali e degli Alani dal 496 al 523. Quarto sovrano del Regno dei Vandali del Nordafrica, dopo suo nonno Genserico fu colui che regnò più a lungo tra i sovrani vandali d'Africa.
Trasamondo fu il terzogenito del quarto figlio di Genserico, Gento, e salì al trono nel 496 solo perché tutti i figli di questo e il suo stesso fratello, re Gutemondo, erano morti in età relativamente giovane. Dopo la morte del suo predecessore fu uno degli unici due nipoti di Genserico ancora in vita e come tale salì al trono grazie alla legge successoria emessa da quest'ultimo che prevedeva l'incoronazione del più vecchio membro della dinastia degli Hastingi ancora in vita.
Trasamondo è ricordato per aver ampliato e ristrutturato  il grande stabilimento termale delle Alianae (cfr. Anthologia Latina, 210-215 e Procopio, De Bello Vandalico, II,6,6), località non ben identificata, ai bordi del Golfo di Tunisi. Sotto la sua guida il Regno dei Vandali subì continui attacchi dalle popolazioni vicine che ne minarono significativamente l'integrità territoriale. Gli attacchi delle popolazioni berbere portarono infatti alla perdita di quasi tutto il territorio che oggi fa parte dell'Algeria. Negli ultimi anni del suo regno inoltre l'importante città portuale di Leptis Magna, sulla costa mediterranea, fu saccheggiata e distrutta dai Berberi mettendo in risalto l'estrema debolezza in cui si trovava il Regno dei Vandali.
Riuscì tuttavia a mantenere e consolidare una forte presa su quello che è considerato il "cuore" del Regno, oggi corrispondente al territorio tunisino e alla parte più orientale dell'Algeria. Continuò la politica del fratello che aveva messo fine alle persecuzioni contro i cattolici, iniziate dallo zio Unerico, pur riprendendo una politica anticattolica, evitando però i metodi violenti, ripresero gli esili tra il clero cattolico, tra cui il vescovo di Cartagine, usandogli però i dovuti riguardi; questa politica gli permise di far progredire significativamente le relazioni con l'Impero Bizantino.
Fece un'alleanza con gli Ostrogoti, e in seconde nozze, nel 500, sposò la sorella del loro re Teodorico, Amalafrida, che giunse a Cartagine scortata da 1000 notabili e 5000 schiavi abili alle armi, portando in dote la città siciliana di Lilibeo ed il suo circondario (l'estremità occidentale dell'isola). L'alleanza scricchiolò, tra il 510 e il 511, quando Trasamondo aiutò il re dei Visigoti, Gesalico, figlio illegittimo di Alarico II che Teodorico considerava un usurpatore del trono a scapito del figlio legittimo, Amalarico, che per parte di madre era nipote di Teodorico; abbandonato Gesalico al suo destino, l'alleanza tornò solida.
Dovette contrastare ancora le ribellioni dei Mauri; le tribù di Tripoli si resero indipendenti e negli ultimi anni di regno subì una dura sconfitta.
Trasamondo morì il 6 maggio del 523 e gli succedette il cugino Ilderico, primogenito di Unerico.